# Mario Molina Cruz
Mario Molina Cruz (19 de enero de 1955-21 de marzo de 2012) fue un poeta, escritor, profesor y promotor cultural mexicano que escribió en zapoteca, se le conoce sobre todo por su destacada labor en la literatura en lenguas originarias. Entre otros reconocimientos, obtuvo el Premio Nacional Cuento, Mito y Leyenda Indígena Andrés Henestrosa por Cuentos de Lachibeyid en 2002 y el Premio Nacional Nezahualcóyotl de Literatura en Lenguas Indígenas por Xtille Zikw Belé, lhén been nhálhje ke Yu’Bza’o en 2006.

## Biografía
Mario Molina Cruz nació el 19 de enero de 1955 en el municipio de Villa Hidalgo Yalálag, Oaxaca.

## Reconocimientos
Entre otros reconocimientos, Mario Molina Cruz obtuvo el Premio Nacional Cuento, Mito y Leyenda Indígena Andrés Henestrosa en 2002 por su libro Cuentos de Lachibeyid, otorgado por el Instituto Oaxaqueño de las Culturas del gobierno del estado de Oaxaca, y el Premio Nacional Nezahualcóyotl de Literatura en Lenguas Indígenas en 2006 por la novela Xtille Zikw Belé, lhén been nhálhje ke Yu’Bza’o, otorgado por el Consejo Nacional para la Cultura y las Artes (Conaculta).
La asociación de Escritores en Lenguas Indígenas A. C. (ELIAC) y el Instituto Nacional de Lenguas Indígenas (INALI) le rindieron un homenaje póstumo el 11 de octubre de 2012 en el Centro Cultural de España de la Ciudad de México en presencia de familiares, amigos y colegas. La Biblioteca Juan de Córdova de la Fundación Alfredo Harp Helú Oaxaca montó en su honor la exposición Árbol de palabras. Mario Molina Cruz, escritor y educador zapoteco en reconocimiento a su labor para promover la lengua y cultura zapotecas. La muestra se exhibió en la ciudad de Oaxaca, Oaxaca, en el VI Coloquio de Lenguas Otomangues y Vecinas en 2014 y en las fiestas de su pueblo natal en 2015.

## Obra
Entre sus obras se encuentran:

### Antología
- El arcoíris atrapado (1995)
- Tu xkúlh Ihén chíw’dao/La guajolota y sus pupilos. Fábulas de fin de siglo (1997)
- Luá ke Dillé/Ofrenda de palabras (2004)

### Cuento
- Los cuentos de Lachibeyid (2003)

### Novela
- Xtille Zikw Belé, lhén been nhálhje ke Yu’Bza’o/Pancho Culebro y los naguales de Tierra Azul (2008)

### Poesía
- Ya’byalhje xtak yejé/Volcán de Pétalos (1996)
- Ga‘ bi’yalhan yanhit benhii k e will/Donde la luz del sol no se pierde (2001)